# Podul pe A1 peste Mureș de la Arad
Podul pe A1 peste Mureș este un pod rutier situat pe varianta de ocolire a municipiului Arad, care traversează râul Mureș în zona cartierului Faleza Sud (fost Alfa). Podul a fost dat în funcțiune în decembrie 2011 și este parte a autostrăzii A1.

## Context
În anul 2006, Guvernul României a emis Legea 363/2006 „privind aprobarea Planului de amenajare a teritoriului național – Secțiunea I – Rețele de transport”, care stipula în Anexa Nr.1, secțiunea A, paragraful 1.01, asumarea construcției autostrăzii Nădlac–Arad–Timișoara–Lugoj–Deva–Sibiu–Pitești–București–Lehliu–Fetești–Cernavodă–Constanța.
În anul 2007, CNADNR a obținut de la Consiliul Județean Arad certificatul de urbanism nr. 52/07.03.2007 pentru studiul de fezabilitate al tronsonului de autostradă Arad–Timișoara–Lugoj, din care Sectorul 1 reprezenta „Varianta de ocolire Arad de la km 0+000 - la km 12+000, inclusiv nodul rutier cu DN69 (lungime 12+000 km)”.
Studiul de fezabilitate și indicatorii tehnico-economici pentru varianta de ocolire Arad au fost aprobați mai întâi în Consiliul Tehnic și Economic al CNADNR, prin avizul nr. 93/2571/9.01.2007, apoi în Consiliul Tehnic și Economic al Ministerul Transporturilor, prin avizul 22/1/20.02.2007. Au urmat aprobarea Consiliului Interministerial de Avizare Lucrări Publice de Interes Național nr. 29/26.06.2007 și Hotărârea de Guvern nr. 1051/05.10.2007.
Pe data de 3 iulie 2008 a fost lansată invitația la licitația de proiectare și execuție pentru firmele calificate în etapa de precalificare. CNADNR a anunțat că au fost depuse patru oferte, din care una a fost descalificată, și au fost luate în considerare celelalte trei. Valoarea acestor oferte a fost următoarea:
| Poz. | CONSTRUCTOR                               | PREȚ (RON, fără TVA) |
| ---- | ----------------------------------------- | -------------------- |
| 1    | JV FCC Construcción S.A. / PORR Technobau | 428,895,737.20       |
| 2    | JV Aktor SA / Pantechniki                 | 462,046,059.36       |
| 3    | JV Impregilo / Itinera                    | 470,710,894.17       |

Clasat pe primul loc, consorțiul JV FCC Construcción S.A./ PORR Technobau und Umwelt AG(Notă 1) a fost declarat câștigătorul licitației, iar contractul de proiectare și lucrări a fost semnat pe data de 13 martie 2009. Ordinul de începere a lucrărilor a fost emis de CNADNR pe 16 aprilie 2009 și stipula 24 aprilie 2009 ca dată efectivă de demarare a lucrărilor.

## Istoric

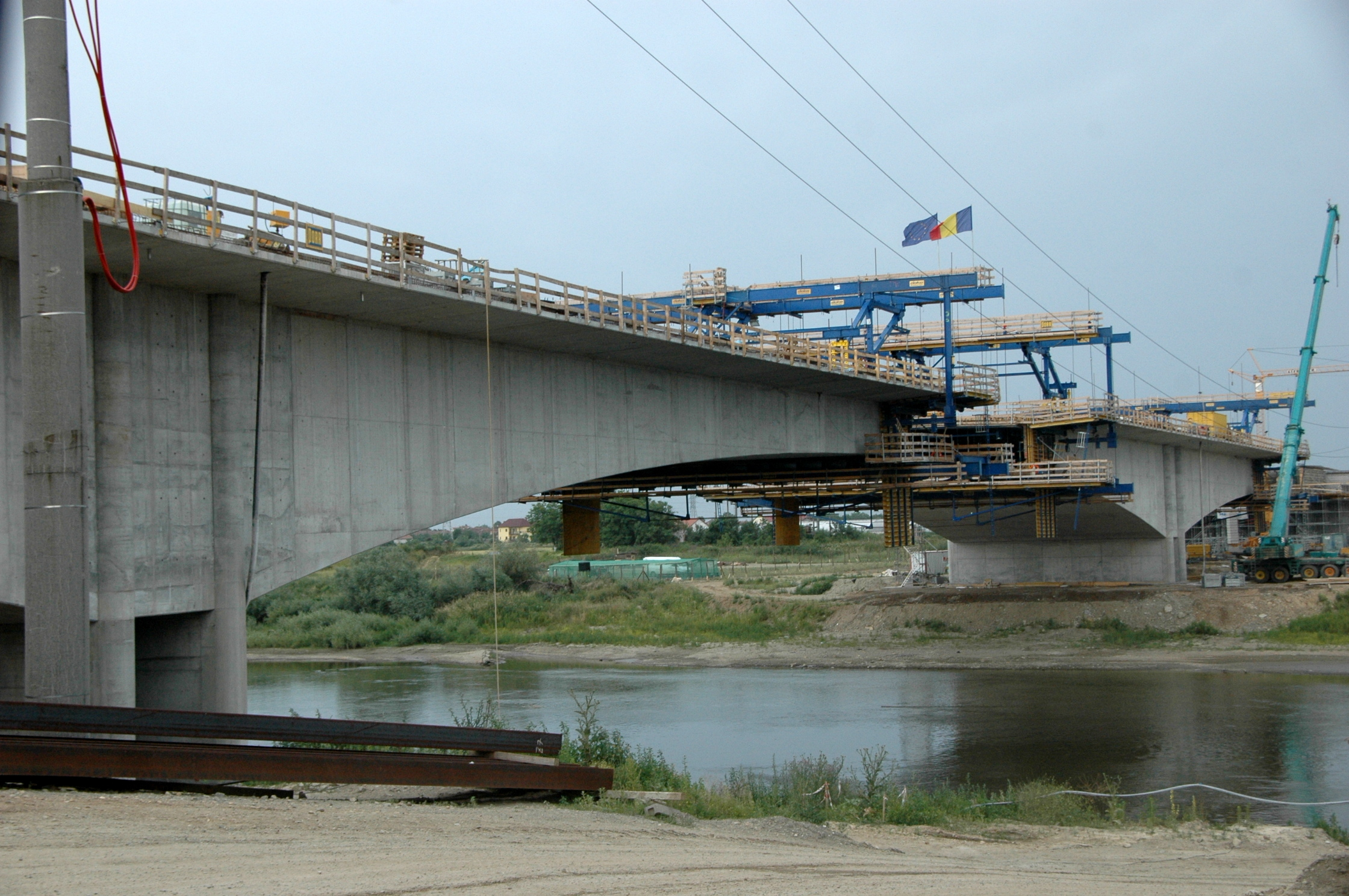
Cele două secțiuni ale podului în consolă, cu cofrajele montate.

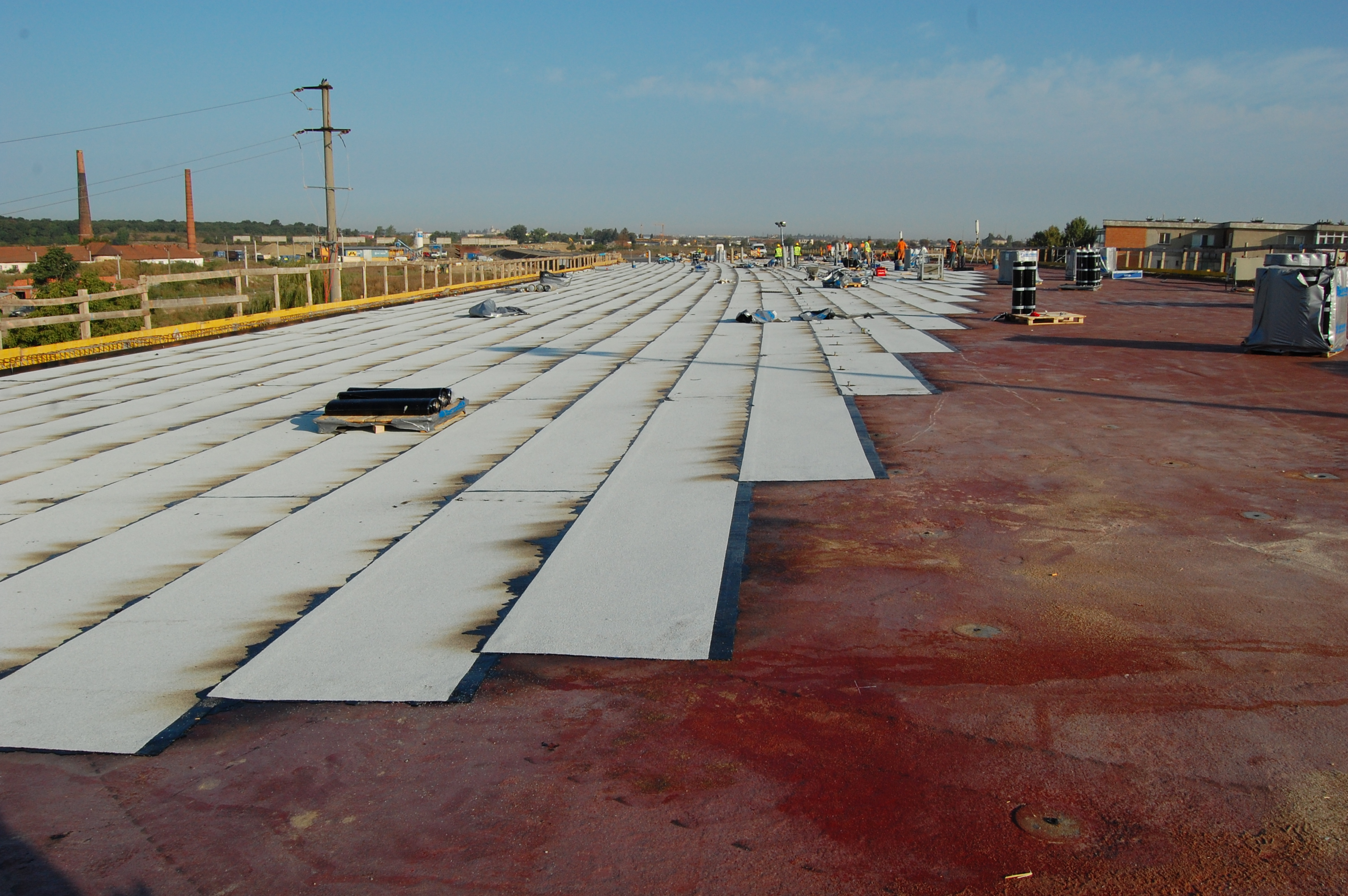
Executarea hidroizolației pe pod.

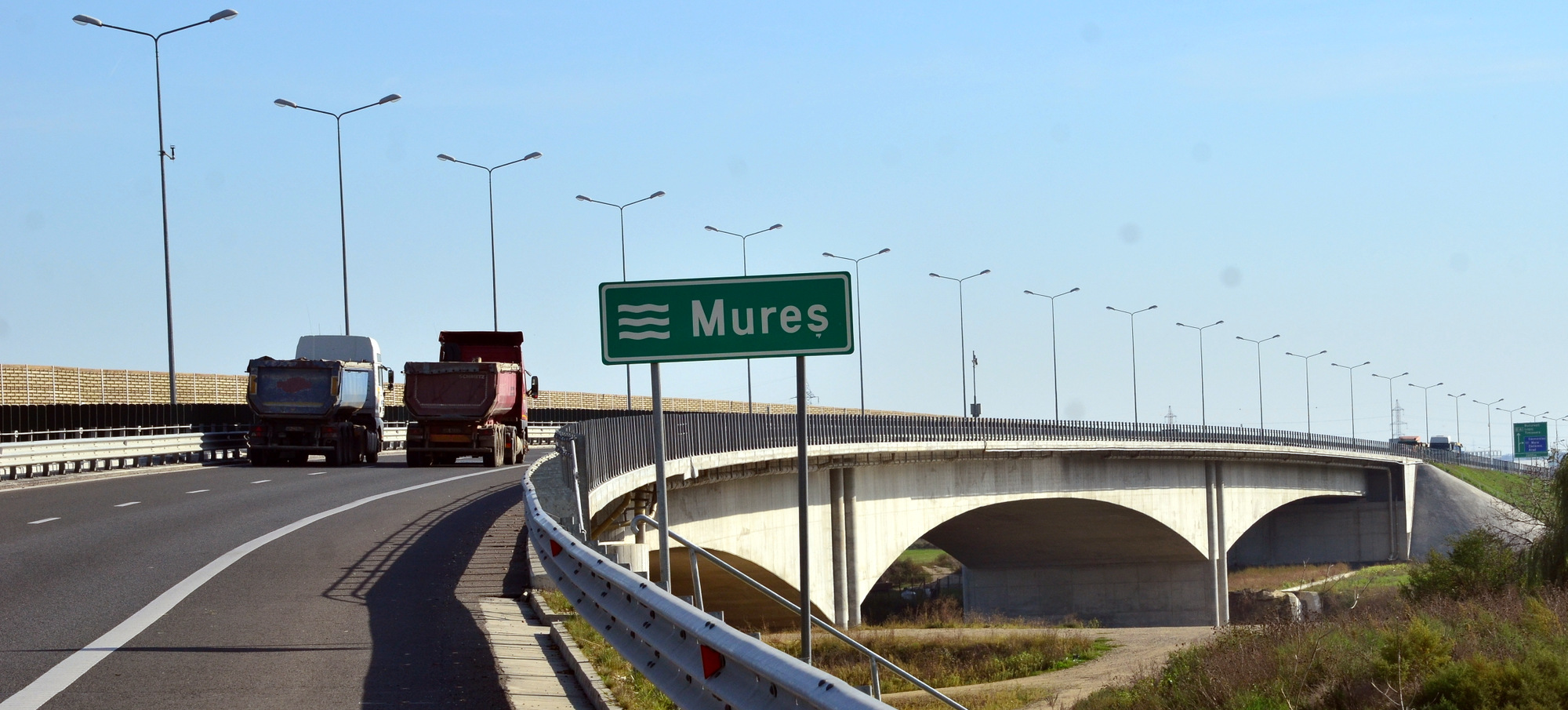
Teste de încărcare, în octombrie 2012.

Podul peste râul Mureș a reprezentat cea mai impresionantă structură de pe varianta de ocolire a municipiului Arad. Proiectarea generală a variantei de ocolire a fost efectuată de compania Consitrans, însă pentru proiectarea podului a fost înființat un colectiv condus de inginerul austriac Christian Wollinger de la biroul de proiectare Mayer IL ZT GmbH. A fost aleasă soluția unui pod în consolă, firma austriacă având o bogată experiență cu acest tip de poduri. Proiectul, care a fost verificat de Rudolf Hinterleitner, unul din directorii firmei, a propus un pod împărțit în două secțiuni: secțiunea în consolă peste râul Mureș și un viaduct de acces pe malul drept, pentru a nu fi întreruptă circulația dinspre Arad către zonele locuite de pe străzile Mărului și Colonia Sabinelor, respectiv către pădurea Ceala. 
La faza de proiectare, culeele podului au fost numerotate A1 și A8, A1 fiind culeea de pe malul drept al râului, iar A8 cea de pe malul stâng. Pilele viaductului de acces au fost numerotate de la P1 la P5, pila P5 fiind comună pentru viaduct și podul în consolă. Pilele podului în consolă au fost numerotate P5, P6 și P7. 
Podul a fost executat de compania Porr din cadrul consorțiului câștigător al licitației, sub supravegherea inginerului Sven Riedel. Fundațiile pilelor au fost ancorate pe piloți forați la mare adâncime, cei ai pilelor podului în consolă având diametre de 120 cm și lungimi de 30 m. Construcția podului în consolă s-a efectuat prin metoda cantilever: turnarea a început în același timp de la pilele P6 și P7 și s-a efectuat concomitent atât către capetele podului, cât și către către mijlocul lui, astfel încât secțiunile turnate să fie tot timpul în echilibru (în consolă) pe cele două pile, precum talerele unei balanțe. Pentru operațiunile de armare-turnare au fost folosite seturi de cofraje mobile de tip Doka, iar în deschiderea principală a podului acestea au avansat unul spre celălalt și s-au întâlnit în final la mijlocul structurii, unde a fost turnat ultimul segment. În total au fost executate 63 de secțiuni turnate, fiecare cu o lungime maximă de 5 m, iar fiecare ciclu de cofrare-armare-turnare-decofrare a durat circa o săptămână. După turnarea unei secțiuni, cofrajul mobil a avansat pe poziția următoare, unde a fost turnată o nouă secțiune, și așa mai departe.
În total au fost folosite patru seturi de cofraje mobile, pe care Porr le-a închiriat de la Doka. Datorită formei podului în consolă, primele secțiuni turnate, cele adiacente celor două pile, au fost cele mai mari, cântărind aproximativ 300 de tone fiecare. Montarea cofrajelor pentru realizarea primelor secțiuni și avansul lor până pe următoarea poziție au fost efectuate sub supravegherea unui specialist de la Doka. Pe tot parcursul lor, la lucrările la podul în consolă au participat maiștri austrieci și personal de execuție din România și Ungaria angajat de subantreprenorii maghiari cu care compania Porr lucrase anterior la autostrada M6 Dunaújváros–Szekszárd. 
Subantreprenori ai companiei românești Combridge SRL au instalat pe podul peste Mureș sistemul de iluminat al autostrăzii, tubulatura, cablurile de fibră optică și camerele de supraveghere ale sistemului ITS (Intelligent transportation system), precum și o stație meteo. La ambele capete ale podului au fost montate panouri cu mesaje variabile. Pentru a fi redusă poluarea fonică, pe partea adiacentă cartierului Faleza Sud au fost instalate panouri fonoabsorbante.
În timpul construcției, traficul de șantier de pe un mal al Mureșului pe celălalt a fost asigurat prin intermediul unui pod provizoriu de pontoane instalat în aval de podul propriu-zis. Ultima secțiune a podului autostrăzii, cea din mijlocul deschiderii peste Mureș, a fost turnată pe 19 iulie 2011. Lucrările de asfaltare au fost efectuate în luna septembrie.
Podul peste Mureș a fost deschis parțial circulației rutiere pe 17 decembrie 2011, odată cu întregul tronson de autostradă de la Timișoara la Arad, în prezența premierului Emil Boc, a ministrului Transporturilor, Anca Boagiu, ministrului Educației, Daniel Funeriu, ministrului Administrației și Internelor, Traian Igaș, a primarului Aradului, Gheorghe Falcă, și a numeroși parlamentari și oficiali locali. Circulația pe varianta de ocolire a orașului Arad s-a efectuat în regim de șantier, mai întâi pe o singură cale și fără stratul de uzură, deoarece rămăseseră numeroase lucrări de finalizat.
Testele de încărcare a podului au fost efectuate abia după aproape un an de la deschiderea circulației, iar recepționarea lui și a întregii variante de ocolire a orașului de către CNADNR a avut loc pe 31 octombrie 2012. Deoarece varianta de ocolire Arad este considerată o autostradă urbană, viteza maximă de circulație, inclusiv pe podul peste Mureș, este limitată la 100 km/h. Suplimentar, în condiții de ceață, polei sau precipitații abundente, viteza pe pod poate fi scăzută și mai mult, prin intermediul afișajului electronic de pe panourile cu mesaje variabile.

## Descriere

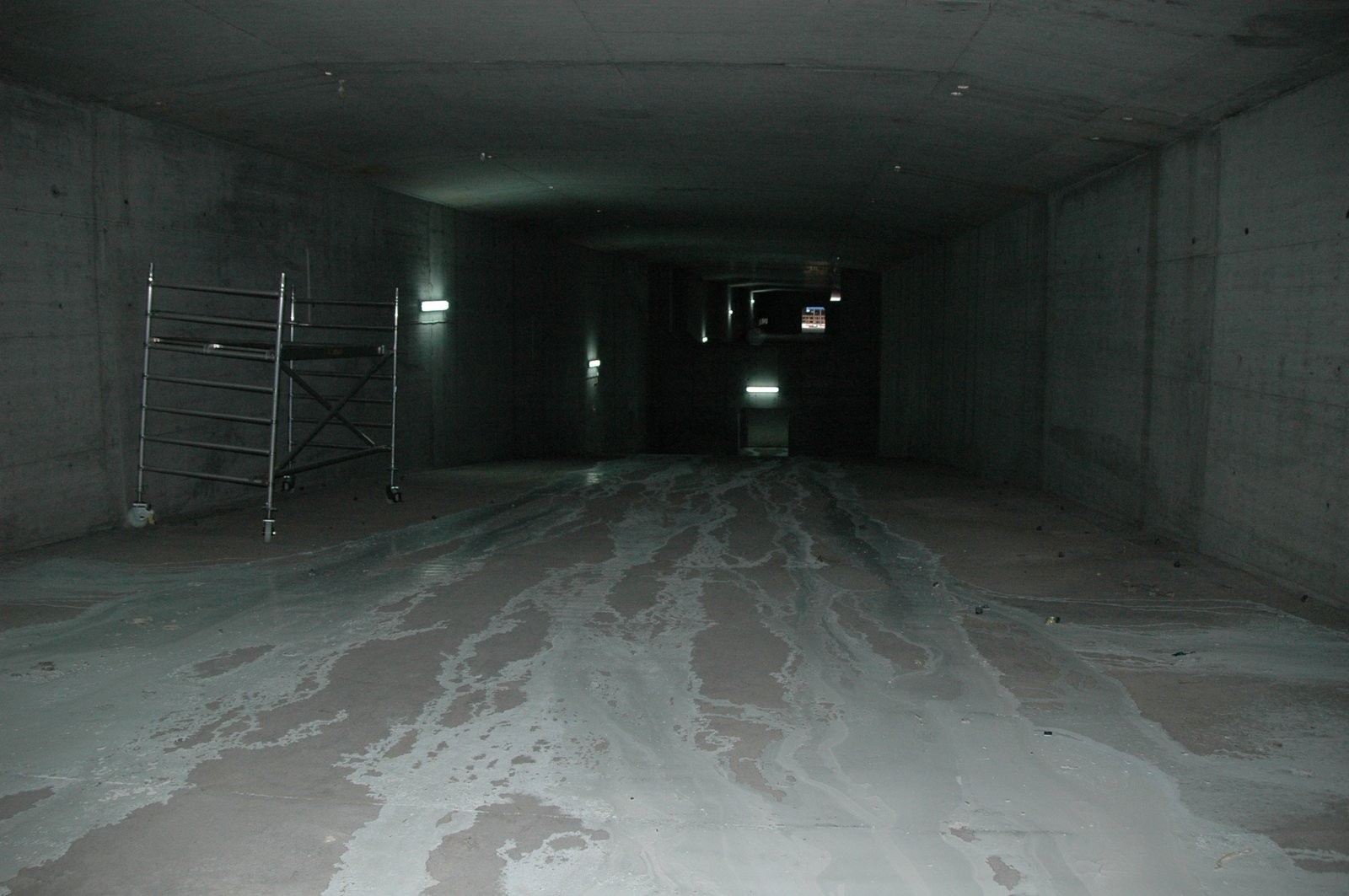
Interiorul podului.

Viaductul de acces, cuprins între culeea A1 și pila P5, are o lungime totală de 86,50 m și cinci deschideri: 18,50 + 18,50 + 18,50 + 18,50 + 12,50 m. Podul în consolă, cuprins între pila P5 și culeea A8, are o lungime totală de 340 m și trei deschideri: 95 + 150 + 95 m, din care cea de 150 m peste albia minoră a râului Mureș. Lungimea totală a structurii este de 426,50 m, iar împreună cu rampele de acces podul are o lungime de 507 m.
În secțiune, podul în consolă este o grindă alcătuită din două casete goale la interior, fiecare având lățimea de 9,30 m, iar lățimea exterioară a tablierului este de 27,45 m. Podul poate fi vizitat la interior pentru  eventuale lucrări de mentenanță sau măsurători, iar accesul se face printr-o intrare prevăzută în corpul pilei P5.
Înălțimea suprastructurii tablierului podului în consolă variază între 8,5 m și 3,6 m, iar grosimea pereților laterali între 0,6 m și 0,4 m. Pentru a permite realizarea cât mai eficientă a ajustărilor necesare la fiecare tronson de turnare din cauza secțiunii variabile a consolei, au fost folosite căruciorul de cofrare în consolă și cofrajul pe grinzi Top 50, cel mai mare furnizat de filiala românească a Doka. Pentru cofrarea și turnarea pilelor și culeei podului în consolă a fost utilizată schela portantă Staxo 100.
Podul parcurge o curbă lină în plan, cu raza de 900 m, iar din acest motiv este ușor înclinat către interiorul curbei. Înclinarea secțiunii transversale variază între 2,5% și 4,5%. Pe întreaga lui lungime, în zona mediană sunt montați stâlpi de iluminat, amplasați la circa 43 m unul de celălalt.